# Йедвабне
Йедва̀бне (на полски: Jedwabne) е град в Полша. Намира се в Ломжански окръг, Подляско войводство. Заема площ от 11,47 km2. Административен център е на едноименната Йедвабненска община.

## География
Градът се намира в историческата област Мазовия.
Населението на града възлиза на 1 894 души (2008). Гъстотата е 165 души/км².

## История
Първите известни писмени сведения за селището датират от 1455 година. През 1736 година Йедвабне получава статут на град.
По време на Втората световна война градът отначало (1939) попада под съветски контрол, но след нашествието на Нацистка Германия в СССР е окупиран от Германия.
На 10 юли 1941 г. нееврейското полски жители на града събират 75 от местните евреи на площада в центъра на града. След нанесен побой върху тях евреите (включително местният равин) са принудени да унищожат паметник на Ленин, издигнат на площада по време на съветската окупация. След това евреите са убити и погребани в масов гроб, заедно с фрагменти от паметника. Останалите евреи в Йедвабне са изгорени живи в хамбар.